# Patrick Hausding
Patrick Hausding (Berlim, 9 de março de 1989) é um saltador alemão, medalhista olímpico.

## Carreira
Patrick Hausding representou seu país nos Jogos Olímpicos de Verão de 2008 a 2016, na qual conquistou uma medalha de prata, na plataforma sincronizado com Sascha Klein em Pequim 2008 

### Rio 2016
Hausding no trampolim individual foi medalhista de bronze.